# Olympische Sommerspiele 1968/Leichtathletik – Kugelstoßen (Männer)

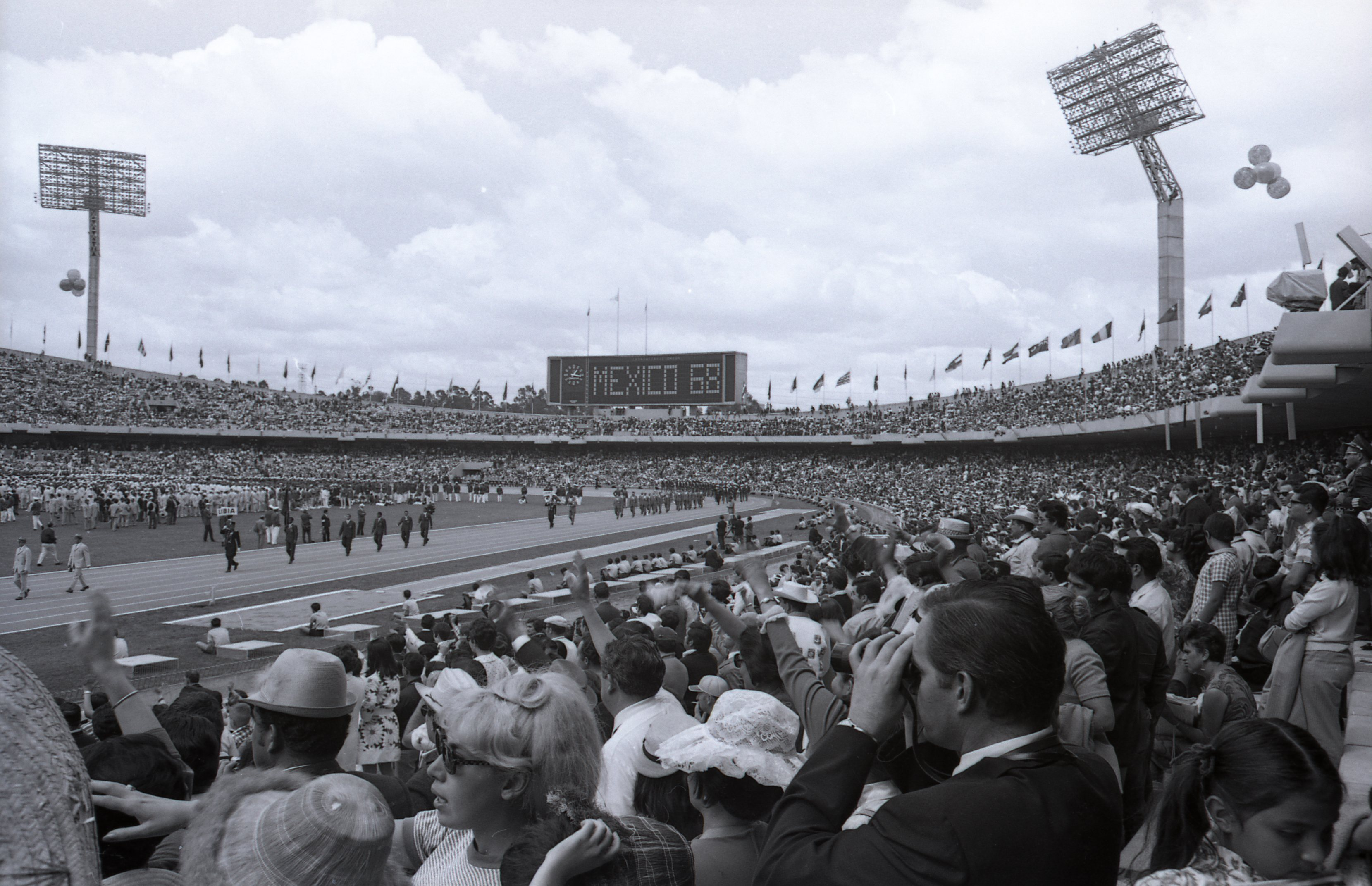
Das Olympiastadion während der Eröffnungsfeier 1968

Das Kugelstoßen der Männer bei den Olympischen Spielen 1968 in Mexiko-Stadt wurde am 13. und 14. Oktober 1968 im Estadio Olímpico Universitario ausgetragen. Neunzehn Athleten nahmen teil.
Olympiasieger wurde der US-Amerikaner Randy Matson. Er gewann vor seinem Landsmann George Woods und Eduard Guschtschin aus der Sowjetunion.
Für die Bundesrepublik Deutschland – offiziell Deutschland – starteten Traugott Glöckler und Heinfried Birlenbach, die beide das Finale erreichten. Birlenbach wurde Achter, Glöckler Zwölfter.

Die DDR – offiziell Ostdeutschland – wurde durch Uwe Grabe und Dieter Hoffmann vertreten, die ebenfalls beide das Finale erreichten. Hoffmann wurde Vierter, Grabe Siebter.

Für die Schweiz ging Edy Hubacher, der 1972 in Sapporo Olympiasieger im Viererbob wurde, an den Start. Hubacher scheiterte an der Qualifikationsweite.

Athleten aus Österreich und Liechtenstein nahmen nicht teil.

## Rekorde

### Bestehende Rekorde
| Weltrekord         | 21,78 m | Randy Matson ( USA) | College Station, USA   | 22. April 1967   |
| Olympischer Rekord | 20,33 m | Dallas Long ( USA)  | Finale OS Tokio, Japan | 17. Oktober 1964 |

### Rekordverbesserung
Der spätere US-amerikanische Olympiasieger Randy Matson verbesserte den olympischen Rekord im ersten Versuch der Qualifikation am 13. Oktober um 35 Zentimeter auf 20,68 m. Seinen eigenen Weltrekord verfehlte er damit um 1,10 m.

## Durchführung des Wettbewerbs
Neunzehn Athleten traten am 13. Oktober zu einer Qualifikationsrunde an, die in zwei Gruppen absolviert wurde. Elf von ihnen – hellblau unterlegt – übertrafen die Finalqualifikationsweite von 18,90 m. Damit war die Mindestanzahl von zwölf Finalteilnehmern noch nicht erreicht. So wurde der Werfer mit der zwölftbesten Weite – hellgrün unterlegt – als zusätzlicher Starter für das Finale am 14. Oktober zugelassen. Dort hatte jeder Teilnehmer zunächst drei Versuche. Erstmals konnten die acht besten – und nicht wie bis 1964 die sechs besten – Athleten dann drei weitere Versuche absolvieren.

## Zeitplan
13. Oktober, 10:00 Uhr: Qualifikation

14. Oktober, 15:30 Uhr: Finale
Anmerkung: Alle Zeiten sind in Ortszeit Mexiko-Stadt (UTC −6) angegeben.

## Qualifikation
Datum: 13. Oktober 1968, ab 10:00 Uhr

## Legende
Kurze Übersicht zur Bedeutung der Symbolik – so üblicherweise auch in sonstigen Veröffentlichungen verwendet:
| – | verzichtet |
| x | ungültig   |

### Gruppe A
| Platz | Name                 | Nation         | 1. Versuch | 2. Versuch | 3. Versuch | Weite   | Anmerkung |
| ----- | -------------------- | -------------- | ---------- | ---------- | ---------- | ------- | --------- |
| 1     | Randy Matson         | USA            | 20,68 m OR | –          | –          | 20,68 m | OR        |
| 2     | Eduard Guschtschin   | Sowjetunion    | 19,88 m    | –          | –          | 19,88 m |           |
| 3     | George Woods         | USA            | 19,79 m    | –          | -          | 19,79 m |           |
| 4     | Dieter Hoffmann      | DDR            | 18,30 m    | 19,75 m    | –          | 19,75 m |           |
| 5     | Heinfried Birlenbach | BR Deutschland | 19,43 m    | –          | –          | 19,43 m |           |
| 6     | Dave Maggard         | USA            | 18,73 m    | 19,26 m    | –          | 19,26 m |           |
| 7     | Uwe Grabe            | DDR            | 18,08 m    | 18,59 m    | 19,15 m    | 19,15 m |           |
| 8     | Władysław Komar      | Polen          | 19,09 m    | –          | –          | 19,09 m |           |
| 9     | Traugott Glöckler    | BR Deutschland | 18,89 m    | 19,08 m    | –          | 19,08 m |           |
| 10    | Vilmos Varjú         | Ungarn         | 18,69 m    | x          | 18,86 m    | 18,86 m |           |
| DNS   | Dieter Prollius      | DDR            |            |            |            |         |           |
| DNS   | George Puce          | Kanada         |            |            |            |         |           |

### Gruppe B

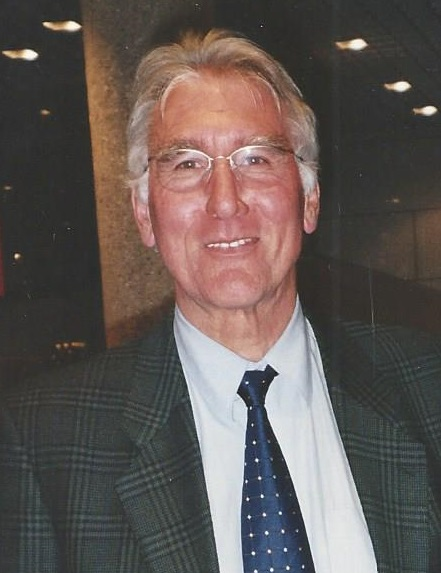
Edy Hubacher (hier in seiner späteren Zeit als Lehrer) –schied mit 18,54 m in Qualifikationsgruppe B aus

| Platz | Name                  | Nation         | 1. Versuch | 2. Versuch | 3. Versuch | Weite   |
| ----- | --------------------- | -------------- | ---------- | ---------- | ---------- | ------- |
| 1     | Pierre Colnard        | Frankreich     | 19,57 m    | –          | –          | 19,57 m |
| 2     | Les Mills             | Neuseeland     | 18,56 m    | 19,00 m    | –          | 19,00 m |
| 3     | Jeff Teale            | Großbritannien | 18,76 m    | x          | 18,87 m    | 18,87 m |
| 4     | Arnjolt Beer          | Frankreich     | 18,72 m    | x          | x          | 18,72 m |
| 5     | Edy Hubacher          | Schweiz        | 18,54 m    | 18,38 m    | x          | 18,54 m |
| 6     | Guðmundur Hermannsson | Island         | 16,24 m    | 16,77 m    | 17,35 m    | 17,35 m |
| 7     | Georgios Lemonis      | Griechenland   | 16,43 m    | x          | x          | 16,43 m |
| 8     | Rolando Mendoza       | Nicaragua      | 11,39 m    | 13,33 m    | 13,32 m    | 13,33 m |
| 9     | Mauricio Jubis        | El Salvador    | 12,04 m    | 12,46 m    | 12,92 m    | 12,92 m |
| DNS   | Joe Kashmiri          | Iran           |            |            |            |         |
| DNS   | Lahcen Samsam Akka    | Marokko        |            |            |            |         |
| DNS   | Ricky Bruch           | Schweden       |            |            |            |         |

## Finale
Datum: 14. Oktober 1968, 15:30 Uhr
| Platz | Name                 | Nation         | 1. Versuch | 2. Versuch | 3. Versuch | 4. Versuch                               | 5. Versuch                               | 6. Versuch                               | Endresultat |
| ----- | -------------------- | -------------- | ---------- | ---------- | ---------- | ---------------------------------------- | ---------------------------------------- | ---------------------------------------- | ----------- |
| 1     | Randy Matson         | USA            | 20,54 m    | 20,09 m    | 18,67 m    | 20,15 m                                  | 20,02 m                                  | 20,18 m                                  | 20,54 m     |
| 2     | George Woods         | USA            | 20,12 m    | x          | x          | –                                        | 19,19 m                                  | x                                        | 20,12 m     |
| 3     | Eduard Guschtschin   | Sowjetunion    | 20,09 m    | 19,45 m    | 19,69 m    | x                                        | x                                        | 19,41 m                                  | 20,09 m     |
| 4     | Dieter Hoffmann      | DDR            | 20,00 m    | 19,33 m    | 19,75 m    | 19,68 m                                  | 19,85 m                                  | 19,86 m                                  | 20,00 m     |
| 5     | Dave Maggard         | USA            | 19,43 m    | 19,33 m    | 18,46 m    | 18,90 m                                  | 19,15 m                                  | x                                        | 19,43 m     |
| 6     | Władysław Komar      | Polen          | 18,66 m    | 19,28 m    | 18,54 m    | x                                        | x                                        | 19,21 m                                  | 19,28 m     |
| 7     | Uwe Grabe            | DDR            | 18,20 m    | 18,74 m    | 19,03 m    | 17,43 m                                  | 17,66 m                                  | 18,34 m                                  | 19,03 m     |
| 8     | Heinfried Birlenbach | BR Deutschland | 18,80 m    | 18,48 m    | x          | 18,13 m                                  | 18,67 m                                  | x                                        | 18,80 m     |
|       |                      |                |            |            |            |                                          |                                          |                                          |             |
| 9     | Pierre Colnard       | Frankreich     | 18,62 m    | x          | 18,79 m    | nicht im Finale der besten acht Athleten | nicht im Finale der besten acht Athleten | nicht im Finale der besten acht Athleten | 18,79 m     |
| 10    | Jeff Teale           | Großbritannien | 18,65 m    | 18,57 m    | 18,60 m    | nicht im Finale der besten acht Athleten | nicht im Finale der besten acht Athleten | nicht im Finale der besten acht Athleten | 18,65 m     |
| 11    | Les Mills            | Neuseeland     | 18,18 m    | 18,01 m    | 17,95 m    | nicht im Finale der besten acht Athleten | nicht im Finale der besten acht Athleten | nicht im Finale der besten acht Athleten | 18,18 m     |
| 12    | Traugott Glöckler    | BR Deutschland | x          | 17,20 m    | 18,14 m    | nicht im Finale der besten acht Athleten | nicht im Finale der besten acht Athleten | nicht im Finale der besten acht Athleten | 18,14 m     |

Die Favoritenrolle fiel dem Silbermedaillengewinner von 1964 und Weltrekordhalter Randy Matson aus den USA zu. Sein Landsmann George Woods war der Hauptkandidat für die Silbermedaille. Die Frage, wer Bronze gewinnen würde, war offener, da gab es einen kleineren Kreis. Gehandelt wurden vor allem die Europäer Eduard Guschtschin aus der UdSSR, der kurz vor den Spielen Europarekord gestoßen hatte, der bundesdeutsche Heinfried Birlenbach, Europarekordinhaber vor Guschtschin, und der DDR-Athlet Dieter Hoffmann, der die 20-Meter-Marke ebenfalls schon übertroffen hatte.
In der Qualifikation verbesserte Matson Dallas Longs Olympiarekord von 1964 um 35 Zentimeter auf 20,68 m. Damit übertraf er als Einziger in dieser Ausscheidung die 20 Meter. Im Finale war die Platzierung auf den ersten fünf Plätzen bereits nach der ersten Runde entschieden. Keiner der Athleten konnte sich noch steigern. Randy Matson blieb gut zehn Zentimeter unter seiner Weite aus der Qualifikation, was ihm aber zum Olympiasieg reichte. Auch George Woods wurde seiner Rolle gerecht und gewann mit 20,12 m die Silbermedaille. Den Kampf um Platz drei entschied Eduard Guschtschin mit 20,09 m knapp vor Dieter Hoffmann, der exakt auf 20,00 m kam, für sich. Heinfried Birlenbach, in der Qualifikation noch mit einer ansprechenden Weite dabei, blieb bei 18,80 m und Platz acht hängen. Ihn hatte ein bei diesen Spielen häufig auftretender Magen-Darm-Virus geschwächt.
Im sechzehnten olympischen Finale gelang Randy Matson der vierzehnte US-Sieg. Es war zugleich der sechste in Folge.

Für die USA war es der zwölfte Doppelsieg, ebenso der sechste in Folge.

Eduard Guschtschin gewann die erste sowjetische Medaille in dieser Disziplin.

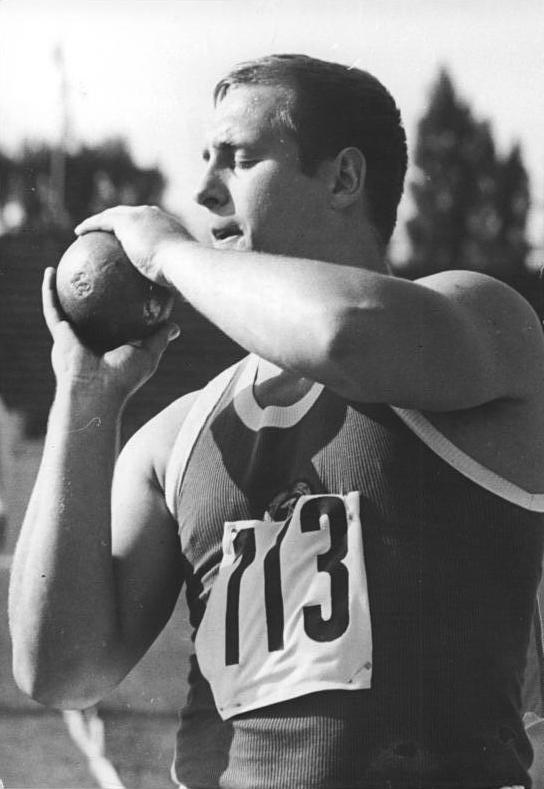
Rang vier für Dieter Hoffmann
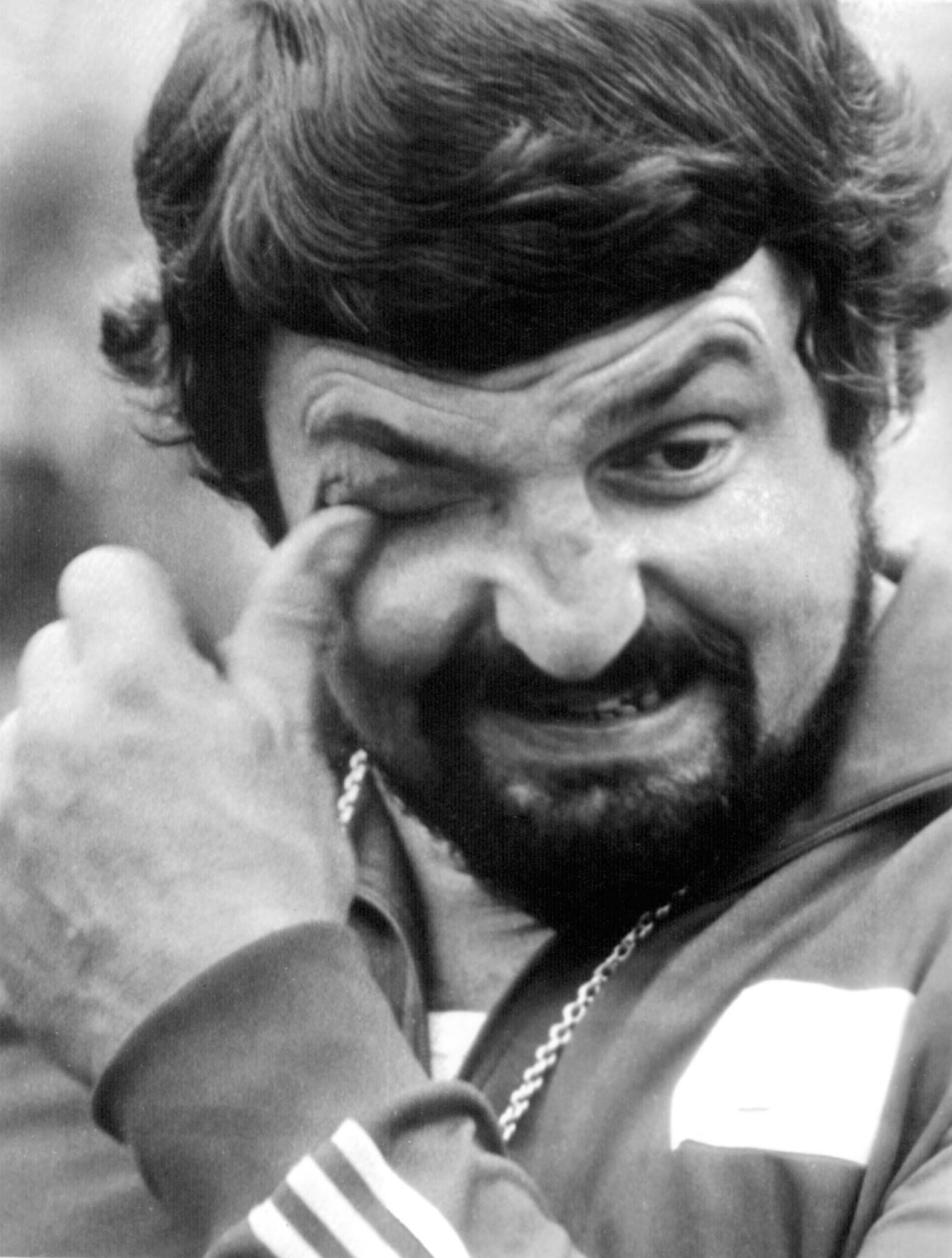
Władysław Komar erreichte Platz sechs

## Videolinks
- 1968 shot put men Olympics Mexico, youtube.com, abgerufen am 21. September 2021
- Randy Matson Olympics 1968 (20.54m), youtube.com, abgerufen am 9. November 2017